# Фабричнова, Наталья Анатольевна
Наталья Анатольевна Фабричнова (род. 23 декабря 1988, Москва) — российский журналист и телекомментатор. Наиболее известна как комментатор гонок Формулы-1.

## Биография
Родилась в Москве 23 декабря 1988 года.
Увлеклась картингом на любительском уровне, тогда же состоялось её знакомство с Алексеем Поповым.
На Гран-при Испании 2012 года впервые появилась в качестве комментатора Формулы-1 на телеканале «Россия-2», таким образом, став первой в истории женщиной-телекомментатором Формулы-1. С 1 ноября 2015 года работает на канале «Матч ТВ». Комментатор Формулы-1, в 2012—2021 годах совместно с Алексеем Поповым.
После того, как Формула-1 расторгла контракт с телеканалом «Матч ТВ» в марте 2022 года, Алексей и Наталья начали вести совместные онлайн-трансляции в социальных сетях, где комментируют гонки в аудиоформате.

## Работа на телевидении
- 2012—2015 — «Россия-2»
- 2015—2021 — «Матч ТВ»

## Литературная деятельность
В 2024 году выпустила книгу «Семейная энциклопедия. Формула-1».

## Личная жизнь
14 июля 2023 года вышла замуж за коллегу по комментаторской деятельности Алексея Попова.